# هاينريش ويبر (لاعب كرة قدم)
هاينريش ويبر (بالألمانية: Heinrich Weber)‏ (و. 1900 – 1977 م) هو لاعب كرة قدم، من ألمانيا، ولد في آلتنا، شارك في الألعاب الأولمبية الصيفية 1928، يلعب كمُدَافِع، توفي في كاسل، عن عمر يناهز 77 عاماً.

## روابط خارجية
- هاينريش ويبر على موقع قاعدة بيانات كرة القدم.إي يو (الإنجليزية)
- هاينريش ويبر على موقع بيانات كرة القدم. دي إي (الألمانية)
- هاينريش ويبر على موقع ناشيونال فوتبول تيمز (الإنجليزية)
- هاينريش ويبر على موقع عالم كرة القدم.نت (الإنجليزية)
- هاينريش ويبر على موقع أوليمبيديا (الإنجليزية)